# Graham Wardle
Graham Wardle (Mission, 6 settembre 1986) è un attore canadese, famoso per recitare nel ruolo di Ty Borden nella serie televisiva Heartland.

## Filmografia

### Cinema
- Il sogno di Jerome (Like Mike 2: Streetball), regia di David Nelson (2006)
- Il bacio che aspettavo (In the Land of Women), regia di Jon Kasdan (2007)
- That One Night, regia di Rick Alyea (2008)
- Yesterday, regia di Rob Grant (2009)
- Mon Ami, regia di Rob Grant (2012)

### Televisione
- Sentinel (The Sentinel) – serie TV, episodio 3x17 (1998)
- La nuova famiglia Addams (The New Addams Family) – serie TV, episodio 1x54 (1999)
- Ratz, regia di Thom Eberhardt – film TV (2000)
- Oltre i limiti (The Outer Limits) – serie TV, episodio 7x1 (2001)
- Life as We Know It – serie TV, episodio 1x3 (2004)
- Killer Bash - Vendetta di sangue (Killer Bash), regia di David DeCoteau – film TV (2005)
- Fallen - Angeli caduti (Fallen) – miniserie TV (2006)
- Pioggia di fuoco (Anna's Storm), regia di Kristoffer Tabori – film TV (2007)
- A Heartland Christmas, regia di Dean Bennett – film TV (2010)
- Supernatural – serie TV, episodi 1x2-8x22 (2005-2013)
- La foresta dei suicidi (Grave Halloween), regia di Steven R. Monroe – film TV (2013)
- Hudson – serie TV, episodio 1x2 (2019)
- Heartland – serie TV, 214 episodi (2007-2021)

## Doppiatori italiani
Nelle versioni in italiano delle opere in cui ha recitato, Graham Wardle è stato doppiato da:
- Marco Vivio in Supernatural (ep. 1x02), Heartland
- Stefano Crescentini ne Il bacio che aspettavo